# Марк Педуцей Присцин
Марк Педуцей Присцин (на латински: Marcus Peducaeus Priscinus) е политик и сенатор на Римската империя през началото на 2 век.
Произлиза от републиканската фамилия Педуции. Той е син на Квинт Педуцей Присцин (консул 93 г.).
През 110 г. Педуцей Присцин e консул заедно със Сервий Корнелий Сципион Салвидиен Орфит. През 124/125 г. той е проконсул на Азия.
Той е баща на Марк Педуцей Стлога Присцин (консул 141 г.).